# Sameodesma
Sameodesma là một chi bướm đêm thuộc họ Crambidae.